# Rebatedor

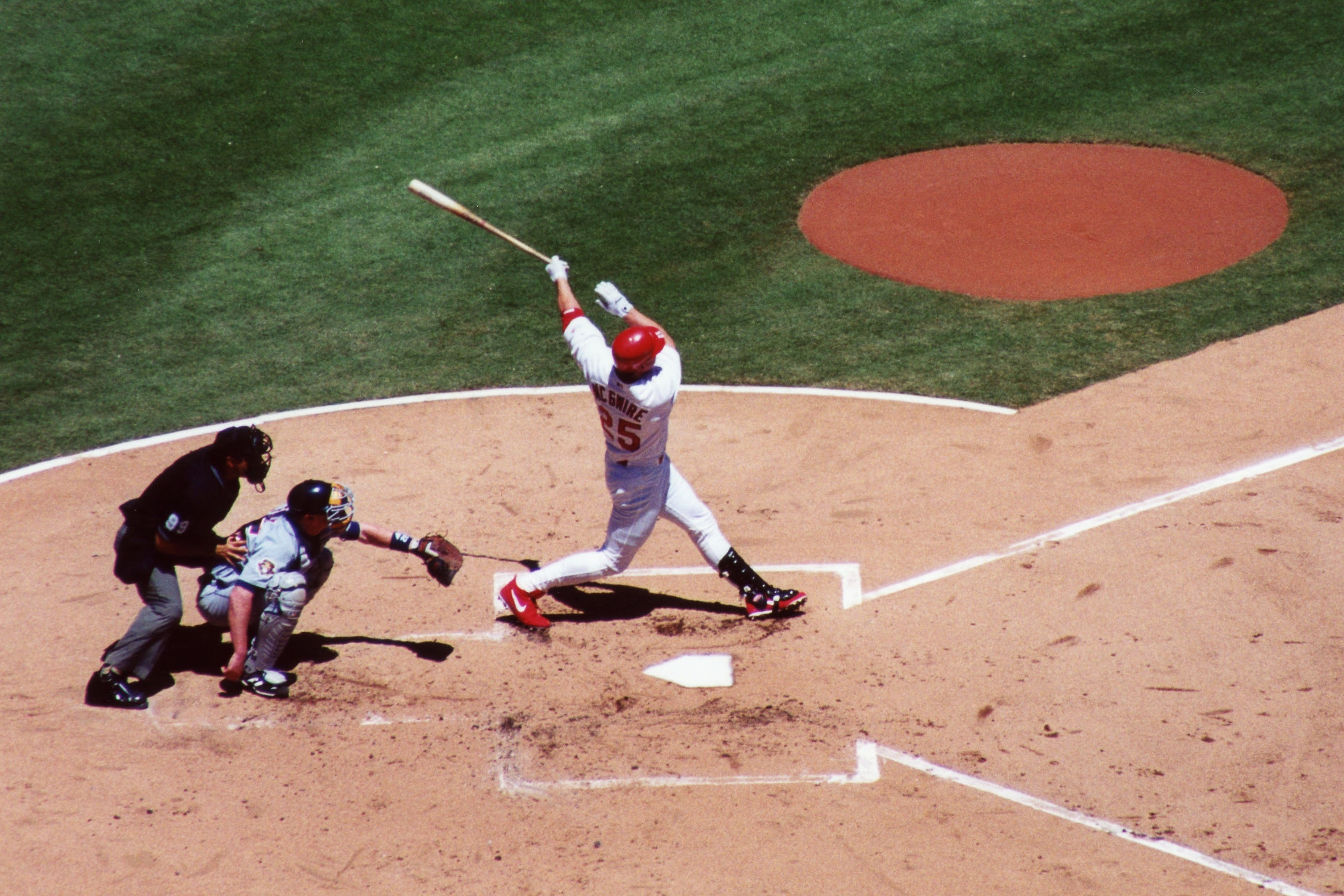

No beisebol, rebatedor (hitter) ou batedor (batter) é o jogador que enfrenta o arremessador adversário. Ao tentar rebater os arremessos, seus três objetivos principais são: tornar-se um corredor, impulsionar corredores ou avançar corredores de base para outro os levar à home plate.

## Metas
Em geral, batedores tentam conseguir rebatidas. Também podem arrancar uma base por bolas, se não recebem um arremesso que possam rebater bem. Em casos quando há um corredor na terceira base e menos de dois eliminados, eles podem tentar rebater um fly de sacrifício para impulsionar o corredor. Quando há menos de dois eliminados e corredores em base, eles podem tentar um bunt de sacrifício. Podem, ainda, ser atingidos por um arremesso, e chegar à primeira base num erro ou — se a primeira estiver vazia ou houver dois eliminados — num terceiro strike não-receptado.
A defesa tenta eliminar o batedor. O principal papel do arremessador nisso é lançar a bola de tal jeito que o batedor ou sofra strikeout ou não possa rebatê-la limpamente para que a defesa possa eliminá-lo.

## Sucesso no bastão
Rebater é muitas vezes citado como um dos mais difíceis feitos nos esportes, visto que trabalho com acertar uma pequena bola redonda com um fino bastão arredondado. De fato, se um batedor consegue uma rebatida em três de dez vezes ao bastão, dando a ele uma média de rebatidas de .300 (pronunciada “trezentos”), ele é considerado um bom batedor. Na Major League Baseball, nenhum batedor rebateu acima de .400 numa temporada desde Ted Williams em 1941, e nenhum jamais rebateu acima de .367 na carreira — Ty Cobb rebateu .366,4. Nos tempos modernos, a estatística on-base plus slugging (OPS) como uma medida mais precisa da capacidade de um jogador como batedor; essa estatística combina a porcentagem em base, uma porcentagem das aparições na plate onde o batedor chegou em base (por uma rebatida, hit by pitch ou base por bolas), com a porcentagem de slugging, uma média de bases totais com vezes ao bastão. Uma OPS em ou perto de 1.000 é considerada uma marca de um rebatedor excepcional. Uma OPS mantida em ou perto de 1.000 durante a carreira é uma façanha que somente poucos foram capazes de atingir.

## A escalação
A escalação (lineup) ou ordem de rebatedores (batting order) é uma lista dos nove jogadores de um time na ordem em que eles vão ao bastão durante o partida. Durante o jogo, o único modo de mudar a escalação é via substituição, visto que bater fora de ordem não é permitido. Assim que a nona pessoa da escalação termina de bater, a primeira pessoa bate novamente. Escalações são destinadas a facilitar a produção de corridas. Dependendo das habilidades dos batedores, eles podem ser posicionados em diferentes partes da escalação.
O jogador batendo no momento é dito que está “à plate” (at the plate) ou “ao bastão” (at-bat). Para manter o jogo se movendo em um ritmo ordenado, o próximo batedor previsto espera seu turno num círculo (marcado ou imaginário) entre o banco de sua equipe e a caixa do batedor, e é dito estando “na espera” (on deck), com o círculo conhecido como “círculo de espera” (on deck circle).